# 1913
- Wikisource

| Calendário gregoriano                                                        | 1913 MCMXIII                        |
| Ab urbe condita                                                              | 2666                                |
| Calendário arménio                                                           | 1362 – 1363                         |
| Calendário bahá'í                                                            | 69 – 70                             |
| Calendário budista                                                           | 2457                                |
| Calendário chinês                                                            | 4609 – 4610 Início a 6 de fevereiro |
| Calendário copta                                                             | 1629 – 1630                         |
| Calendário etíope                                                            | 1905 – 1906                         |
| Calendários hindus - Vikram Samvat - Calendário nacional indiano - Cáli Iuga | 1968 – 1969 1834 – 1835 5013 – 5014 |
| Calendário Holoceno                                                          | 11913                               |
| Calendário islâmico                                                          | 1331 – 1332                         |
| Calendário judaico                                                           | 5673 – 5674 Início a 2 de outubro   |
| Calendário persa                                                             | 1291 – 1292 Início a 21 de março    |
| Calendário rúnico                                                            | 2163                                |
| Calendário solar tailandês                                                   | 2456                                |

1913 (MCMXIII, na numeração romana) foi um ano comum do século XX do actual Calendário Gregoriano, da Era de Cristo, e a sua letra dominical foi E (52 semanas), teve início a uma quarta-feira e terminou também a uma quarta-feira.
| Ano completo                        |
| ----------------------------------- |
| Ano comum com início à quarta-feira |

## Eventos
- Grécia anexa Creta.
- Eduardo Dato y Iradier substitui Álvaro Figueroa y Torres Mendieta como presidente do governo de Espanha.
- Russos descobrem o arquipélago de Severnaya Zemlya.
- Celebrado o Pacto de Ouro Fino entre as elites políticas paulistas e mineiras.

### Março
- 4 de março - Woodrow Wilson assume a Presidência dos Estados Unidos.

### Junho
- 11 de junho - O transatlântico alemão SS Imperator, o primeiro a exceder 50 000 toneladas inicia sua viagem inaugural ao sair de Hamburgo, Alemanha com destino a Nova York, EUA.
- 29 de junho - Fundação do Esporte Clube Juventude (Caxias do Sul)

### Outubro
- 7 de outubro - Inauguração da primeira linha de montagem industrial, pelo empresário Henry Ford.[1]

### Novembro
- 15 de novembro - Fundação do Esporte Clube XV de Novembro (Piracicaba).

### Dezembro
- 29 de dezembro - Guerra do Contestado: o governo brasileiro monta uma Força Pública Catarinense de 200 homens para se dirigir àquela região.

## Nascimentos
- 8 de janeiro - Cvijetin Mijatović, Presidente da República Socialista Federativa da Iugoslávia de 1980 a 1981 (m. 1992).
- 8 de janeiro - José Demeterco, professor e artista plástico brasileiro (m. 1996)
- 9 de janeiro - Richard Milhous Nixon, 37° presidente dos Estados Unidos 1969-1974 (m. 1994).
- 24 de abril - Celestina Catarina Faron - beata, freira católica polaca foi morta pelos nazis no campo de exterminação de Auschwitz (m. 1944).
- 26 de maio - Peter Cushing, foi um ator de cinema, teatro e televisão britânico (m. 1994).
- 30 de junho - Alfonso López Michelsen, Presidente da República da Colômbia de 1974 a 1978 (m. 2007).
- 14 de julho - Gerald Ford, Vice-presidente dos Estados Unidos de 1973 a 1974 e Presidente dos Estados Unidos de 1974 a 1977 (m. 2006).
- 13 de agosto - Makarios III, Arcebispo e presidente de Chipre de 1960 a 1974 e de 1974 a 1977 (m. 1977).
- 25 de setembro - Charles Helou, presidente do Líbano de 1964 a 1970 (m. 2001).
- 19 de outubro - Vinicius de Moraes, poeta, compositor, diplomata e dramaturgo brasileiro. (m. 1980).
- 22 de outubro - Bao Dai, último imperador do Vietname (m. 1997).
- 8 de dezembro - Zdeněk Koubek, atleta tcheco (m. 1986).

## Mortes
- 22 de fevereiro - Francisco I. Madero, presidente do México de 1911 a 1913 (n. 1873).
- 15 de março — Yechiel Michel Pines, rabino, escritor e sionista russo (n. 1824).
- 2 de maio - Tancrède Auguste, presidente do Haiti de 1912 a 1913 (n. 1856).
- 13 de maio — Manuel Baptista da Cunha, arcebispo português (n. 1843).
- 28 de junho - Manuel Ferraz de Campos Sales, presidente do Brasil (n. 1841).
- 7 de novembro - Alfred Russel Wallace, naturalista, geógrafo, antropólogo e biólogo britânico. (n. 1823)[2]
- 12 de dezembro - Menelik II, imperador da Etiópia (n. 1844).

## Prémio Nobel
- Física - Heike Kamerlingh Onnes[3]
- Química - Alfred Werner[4]
- Medicina - Charles Robert Richet[5]
- Literatura - Rabindranath Tagore[6]
- Paz - Henri La Fontaine[7]

## Epacta e idade da Lua
| Epacta gregoriana | 22 (XXII) |
| Idade da Lua      | Letra C   |

## Por tema
- 1913 na arte
- 1913 no Brasil
- 1913 na ciência
- 1913 no cinema
- 1913 no desporto
- Divisões administrativas em 1913
- 1913 no jornalismo
- 1913 na literatura
- 1913 na música
- 1913 na política
- 1913 no teatro
- 1913 na televisão